# Clemens Rosner
Clemens Rosner (CO) (* 16. September 1930 in Neiße, Provinz Schlesien; † 10. Januar 2019 in Leipzig) war ein katholischer Priester und Oratorianer in Leipzig. Er dokumentierte als Studentenpfarrer die Sprengung der Universitätskirche und war danach kurzzeitig Inoffizieller Mitarbeiter (IM) der Staatssicherheit.

## Leben und Wirken
Rosner stammte aus Neiße in Oberschlesien. Nach 1945 lebte er mit seinen Eltern in Süddeutschland. Danach arbeitete er zunächst als Elektriker und trat dann  in die Kongregation der Oratorianer vom heiligen Philipp Neri ein.
Seit etwa 1951 studierte Rosner katholische Theologie in Tübingen, München und Leipzig. 1954 begann er sein Noviziat bei den Oratorianern in Leipzig. 1958 wurde er in Bautzen zum Priester geweiht. Danach war er Kaplan in Großzschocher und an der Liebfrauenkirche in Leipzig-Lindenau.
1966 wurde Rosner katholischer Studentenpfarrer in Leipzig. Er unterstützte Studenten seelsorgerlich, aber auch in ihren gesellschaftskritischen Vorstellungen. 1968 dokumentierten sie gemeinsam mit der Evangelischen Studentengemeinde die Sprengung der Universitätskirche und erstellten eine Dokumentation darüber, die dann bei ihm versteckt wurde. Clemens Rosner war zeitweise Vorsitzender der ostdeutschen katholischen Studentenpfarrer.
Rosner handelte auch mit Autos. Er kaufte Kraftfahrzeuge wie Wartburg über die DDR-Firma Genex für Westgeld durch seinen Vater in der Bundesrepublik und verkaufte sie dann zum handelsüblichen DDR-Preis an Interessenten in Leipzig und Umgebung. Den Gewinn ließ er nach eigenen Aussagen der Katholischen Studentengemeinde zukommen. Nachdem eines dieser Fahrzeuge für einen Einbruch verwendet worden war, wurden seine Geschäftspraktiken bekannt. Ihm drohte ein Strafverfahren wegen Devisenvergehen. Daraufhin willigte Rosner 1969 in die Aufforderung zur Tätigkeit als Inoffizieller Mitarbeiter (IM) für das Ministerium für Staatssicherheit ein. Zu seinen Aufgaben gehörte auch, dass er westdeutsche Studentenpfarrer bat, sie mögen DDR statt Ostzone sagen. 1970 offenbarte er sich einem Ordensbruder in der Bundesrepublik in einem Brief und anschließend seinem Bischof. Danach beendete das MfS die Zusammenarbeit.
1970 wurde Rosner Pfarrer der Liebfrauenkirche in Leipzig-Lindenau. 1972 nötigte ihn das MfS zur Herausgabe eines Exemplars der Dokumentation über die Universitätskirchensprengung, nachdem der Arbeitskreis entdeckt worden war. 1992 konnte er diese Dokumentation endlich veröffentlichen. 1995 beendete er seine Pfarrtätigkeit in Liebfrauen. Von 1998 bis 2013 war er Präpositus der Leipziger Oratorianer.
Rosner pflegte in seiner gesamten Pfarrtätigkeit einen intensiven Kontakt zu evangelischen Gemeinden und war an vielen ökumenischen Veranstaltungen beteiligt. Er war Mitgründer des Ökumenischen Hilfswerks in Leipzig-Südwest.

## Rezeption
Rosner war ein ungewöhnlicher Fall eines katholischen Priesters als IM. Dieses wurde zweimal ausführlich dargestellt. Gregor Buß widmete ihm in seiner Studie Katholische Priester und Staatssicherheit ein eigenes Kapitel (wie sonst nur noch für den Propst Günter Hanisch). Darin beschreibt er dessen schwierige Situation, äußerte aber dennoch Unverständnis für einige seiner Handlungen.
Im Dokumentarfilm Die Verstrickung – für Gott und die Stasi wurde Rosner als einer von zwei katholischen Priestern und eine von vier Personen ausführlich dargestellt. Auf beide Dokumentationen gab es verschiedene Rezensionen, auch  in katholischen Zeitschriften.
In einer Ausstellung des Archivs Bürgerbewegung Leipzig zur Sprengung der Universitätskirche ist eine Tafel über Clemens Rosner.

## Publikationen
- Elternbriefe. Hinweise zur Erziehung vom 1.– 4. Lebensjahr, St. Benno Leipzig, 1982
- Die Universitätskirche zu Leipzig. Dokumente ihrer Zerstörung, Forum Leipzig, 1992, als Herausgeber, wichtigste Dokumentation zur Sprengung